# Ophiomusium asperum
Ophiomusium asperum är en ormstjärneart som beskrevs av Jean Baptiste François René Koehler 1930. Ophiomusium asperum ingår i släktet Ophiomusium och familjen Ophiolepididae. Inga underarter finns listade i Catalogue of Life.